# Spoorlijn Wesel - Wesel Hafen
De spoorlijn Wesel - Wesel Hafen was een Duitse spoorlijn en was als spoorlijn 14 onder beheer van DB Netze.

## Geschiedenis
Het traject werd door de Cöln-Mindener Eisenbahn-Gesellschaft geopend op 1 juli 1865.  

## Aansluitingen
In Wesel was er een aansluiting op de volgende spoorlijnen:
DB 2002, spoorlijn tussen Haltern en Büderich
DB 2263, spoorlijn tussen Wesel en Bocholt
DB 2270, spoorlijn tussen Oberhausen en Emmerich
DB 2271, spoorlijn tussen Oberhausen en Wesel